# Appendicectomie
L'appendicectomie est un acte chirurgical consistant en l'ablation de l'appendice iléo-cæcal, essentiellement à la suite d'une appendicite.
Plusieurs techniques chirurgicales sont possibles. Pour la technique traditionnelle, par voie ouverte, une incision, dite de McBurney, est réalisée en fosse iliaque droite pour réséquer l'appendice. Une approche par laparoscopie est aussi possible, avec pour principal avantage de permettre une vision plus globale de la cavité péritonéale. Également, dans certains cas, notamment lors de complications, une laparotomie peut être pratiquée.
Lors de cette chirurgie, un éventuel diverticule de Meckel est systématiquement recherché et réséqué.

## Historique
Claudius Amyand est l'auteur de la première appendicectomie de l’histoire en 1735.
Popularisée par John Benjamin Murphy à Chicago à la fin du XIXe siècle.

### «Auto appendicectomie»
Il s'agit d'une appendicectomie réalisée par un chirurgien sur lui-même. Ces cas sont exceptionnels. Le premier publié est celui du Dr Evan O'Neill Kane en 1921,. Un autre cas concerne le Dr Leonid Rogozov, en 1961, au cours d'une expédition soviétique dans l'Antarctique.

## Indications
- Appendicite aiguë
- Abcès appendiculaire
- Péritonite appendiculaire

## Appendicectomie par laparoscopie
Cette technique tend à supplanter la voie d'abord traditionnelle, dépassant les trois quarts de procédure aux États-Unis en 2011. Une conversion en une technique classique est cependant parfois nécessaire, surtout en cas d'appendicite compliquée.
Le taux de complications est soit identique soit inférieur à celui d'une procédure classique. Les douleurs post-opératoires sont identiques mais le confort ressenti, à deux semaines, semble supérieur avec la laparoscopie.

## Éventuelles séquelles
Outre les risques de séquelles communs à toutes les opérations, d'autres risques ont été signalés :
- un risque accru de colite ulcéreuse[8] (même si l'appendicectomie semble aussi pouvoir parfois améliorer une colite ulcéreuse[9] ;
- un risque accru de développer une maladie de Crohn dans les 20 ans suivant l'opération était suspecté dans les années 1990[10], et a été confirmé par Andersson & al. en 2003[8] (détecté sur une cohorte de 212 218 patients suédois ayant subi une appendicectomie avant l'âge de 50 ans[8]). Ce risque est faible si le patient avait moins de 10 ans au moment de l'opération précisent les auteurs[8]. La même étude a mis en évidence que si l'appendicite n'était pas perforée, le risque était accru chez les femmes, mais pas chez les hommes[8]. De plus, le pronostic d'une maladie de Crohn est statistiquement plus mauvais chez ceux qui ont eu une appendicite perforée[8]. Dans une partie des cas, des prédispositions génétiques pourraient être en cause[11]. Cependant, les résultats des études sont souvent nuancées et les recherches se poursuivent.

## Eventuels bénéfices secondaires

### Appendicectomie et maladie de Parkinson
En 2018, la neuroscientifique Viviane Labrie et son équipe du Van Andel Institute à Grand Rapids (Michigan) ont montré — sur la base d'un registre national rassemblant les dossiers médicaux de 1,7 million de citoyens suédois, rassemblés de 1964 à 2015 environ que les personnes ayant précocement subi une appendicectomie voient diminuer de 20 % leur risque de développer une maladie de Parkinson.
Une hypothèse explicative est que l'appendice humain contient normalement une protéine dite « α-synucléine (αS) » et que celle-ci peut dans certains contextes prendre une forme anormale quand elle se replie, et alors — un peu à la manière du prion pathogène, faire prendre à d'autres protéines identiques cette forme anormale. Cette anomalie se propagerait le long du nerf vagal, pour atteindre le cerveau et alors être l'une des causes de la maladie de Parkinson. Les fonctions de la protéine αS saine ne sont pas encore comprises.
Ces chercheurs ont aussi constaté que — curieusement — l'appendicectomie ne protège que le groupe « rural », ce qui selon eux suggère que la maladie de Parkinson a un déclencheur environnemental (qui pourrait par exemple être l'exposition à certains pesticides).
Huit cents dossiers plus détaillés de malades (issus d’une autre étude) ont montré que ceux qui ont subi une appendicectomie 20 ans ou plus avant leur diagnostic, ont déclaré la maladie en moyenne 3,6 ans plus tard, bénéfice qui s’atténue ou disparait si l’appendicectomie est faite plus tard dans la vie, à l’approche du diagnostic de Parkinson.
Par contre, l’appendicectomie ne protège pas ceux qui portent l’une des nombreuses mutations génétiques héréditaires fortement liées à la maladie de Parkinson.